# Villarrubia de los Ojos
Villarrubia de los Ojos è un comune spagnolo di 10 494 abitanti situato nella comunità autonoma di Castiglia-La Mancia.